# Chytonix mniochroa
Chytonix mniochroa là một loài bướm đêm trong họ Noctuidae.